# Daniel Gottlieb Treu
Daniel Gottlieb Treu (auch Daniele Teofilo Fedele; * 1695 in Stuttgart; † 7. August 1749 in Breslau) war ein deutscher Violinist und Komponist des Spätbarock.

## Leben
Ein wichtiger Lehrer Daniel Gottlieb Treus war sein Onkel Johann Sigismund Kusser, der selbst längere Zeit in Paris unter Jean-Baptiste Lully gearbeitet hatte. Treu wurde durch den Herzog von Württemberg ein Aufenthalt in Venedig ermöglicht, dort hatte er unter anderem Kontakte mit Antonio Vivaldi und Antonio Biffi. 
Während seiner Zeit in Venedig, von 1725 bis 1727, komponierte Treu zwölf Opern. Da er schnell des Italienischen mächtig war, ernannte ihn das Teatro Sant’Angelo zu seinem „Compositore“. Zu seinen Bühnenwerken gehören vier in Deutschland komponierte Frühwerke. Reifere Werke sind Caio Martio Coriolano, Don Chiscotte, Astarte, Endimione (Libretto: Pietro Metastasio) und Ulisse e Telemaco. 1727 trat er mit einer italienischen Operntruppe in  Prag und Breslau auf. Ab 1740 war er Kapellmeister des Grafen Karl von Schaffgotsch, dem Bruder des Breslauer Fürstbischofs in Hirschberg. Neben seinen Opern verfasste Treu zwei Lehrwerke in lateinischer Sprache. Laut Autobiografie hat er eine „Masse“ von Werken aller Art komponiert, die allesamt verschollen sind. Auch die beiden theoretischen Abhandlungen, die Ernst Ludwig Gerber noch um 1800 ausführlich beschrieb, sind bisher unauffindbar.